# Infanticidi femení
L'infanticidi femení és l'assassinat deliberat de les nenes nounades. Als països amb antecedents d'infanticidi femení, s'hi discuteix com un tema estretament relacionat l'avortament selectiu per sexe. L'infanticidi femení és una de les principals causes de preocupació en diverses nacions com la Xina, l'Índia i el Pakistan. S'ha argumentat que el baix estatus social en què es veu la dona en les societats patriarcals crea una pressió contra les dones.
El 1978, l'antropòloga Laila Williamson, en un resum de les dades que havia recopilat sobre la difusió de l'infanticidi, va trobar que l'infanticidi s'havia produït en tots els continents i que el portaven a terme grups que van des de caçadors recol·lectors fins a societats molt desenvolupades i que, en lloc que aquesta pràctica sigui una excepció, ha estat una pràctica freqüent. La pràctica ha estat ben documentada entre els pobles indígenes d'Austràlia, el nord d'Alaska i el sud d'Àsia, i Barbara Miller sosté que la pràctica és "gairebé universal", fins i tot a Occident. Miller sosté que l'infanticidi femení és habitual a les regions on les dones no treballen a l'agricultura i a les regions on els dots són la norma. El 1871 a The Descent of Man, and Selection in Relation to Sex, Charles Darwin va escriure que la pràctica era habitual entre les tribus aborígens d'Austràlia.
El 1990, Amartya Sen, que va escriure a la revista New York Review of Books, va estimar que hi havia 100 milions de dones menys a l'Àsia del que s'esperava i que aquesta quantitat de dones "desaparegudes" ens explica una terrible història de desigualtat i deixadesa que condueixen a l'excés de mortalitat de les dones". Inicialment, es va contestar al suggeriment de Sen del biaix de gènere suggerint que l'hepatitis B era la causa de l'alteració de la proporció de sexe natural. No obstant això, ara és àmpliament acceptat que el dèficit numèric mundial en dones es deu a avortaments específics de gènere, infanticidi i negligència.
A l'Aràbia del segle vii, abans que s'establís la cultura islàmica, l'infanticidi femení era habitual. Això és atribuït pels estudiosos al fet que les dones eren considerades "propietats" dins d'aquelles societats. Altres han especulat que per evitar que les seves filles poguessin viure en la misèria, les mares les mataven. Amb l'arribada del domini islàmic, la pràctica es va fer il·legal.